# El nivel secreto
El nivel secreto (título original: Secret Level) es una serie antológica animada creada por el director Tim Miller para Amazon Prime Video. Esta producida por Blur Studio junto a Amazon MGM Studios. Dave Wilson funge como productor ejecutivo y director de animación supervisor. La serie consiste de quince historias cada una ambientada en los universos de diferentes videojuegos. El reparto de voces incluye a Arnold Schwarzenegger, Patrick Schwarzenegger, Kevin Hart, Laura Bailey, Heaven Hart, Keanu Reeves, Gabriel Luna, Ariana Greenblatt, Adewale Akinnuoye-Agbaje, Michael Beach, Emily Swallow, y Claudia Doumit.
La serie fue aprobada para su producción por Amazon en agosto de 2024 y fue anunciada por primera vez en la Gamescom de ese mismo mes. Los primeros ocho episodios fueron estrenados a nivel mundial el 10 de diciembre de 2024, y los otros siete faltantes el 17 de diciembre de 2024. La serie recibió reseñas mixtas de parte de la crítica. El episodio de Pac-Man sirvió como una promoción para el juego Shadow Labyrinth. En diciembre de 2024, la serie fue renovada para una segunda temporada.

## Premisa
La serie consiste de quince historias en formato de episodios animados, cada uno basado en los siguientes videojuegos:
| Videojuego                       | Desarrollador                  |
| -------------------------------- | ------------------------------ |
| Armored Core                     | FromSoftware                   |
| Concord                          | Sony Interactive Entertainment |
| Crossfire                        | Smilegate                      |
| Dungeons & Dragons               | Wizards of the Coast           |
| Exodus                           | Archetype Entertainment        |
| Honor of Kings                   | TiMi Studio Group              |
| Mega Man                         | Capcom                         |
| New World: Aeternum              | Amazon Games                   |
| The Outer Worlds 2               | Obsidian Entertainment         |
| Pac-Man (Shadow Labyrinth)       | Bandai Namco Entertainment     |
| PlayStation                      | Sony Interactive Entertainment |
| Sifu                             | Sloclap                        |
| Spelunky                         | Mossmouth, LLC                 |
| Unreal Tournament                | Epic Games                     |
| Warhammer 40.000: Space Marine 2 | Games Workshop                 |

## Episodios
| Temporada | Temporada | Episodios | Episodios | Lanzamiento original    | Lanzamiento original |
| Temporada | Temporada | Episodios | Episodios | Primera emisión         | Última emisión       |
| --------- | --------- | --------- | --------- | ----------------------- | -------------------- |
|           | 1         | 15        | 15        | 10 de diciembre de 2024 | —                    |

### Temporada 1 (2024)
| N.º en serie | N.º en temp. | Título                                          | Dirigido por                                              | Escrito por                                                      | Estudio de animación               | Fecha de lanzamiento original |
| --- | ------------ | ----------------------------------------------- | --------------------------------------------------------- | ---------------------------------------------------------------- | ---------------------------------- | ----------------------------- |
| 1 | 1            | «Dungeons & Dragons: The Queen's Cradle"»       | Maxime Luère, Léon Bérelle, Dominique Boidin, Rémi Kozyra | Historia: Brooke Bolander Guion: K. D. Davila and Levin Menekse  | Unit Image (de Francia)            | 10 de diciembre de 2024       |
| Solon es acosado por una voz dominante y rescatado por Mora, Tally, Luzum y Ahokal. Mora lo lleva ante un dragón, Oriel, mientras un ejército se acerca a la fortaleza. Oriel absorbe la voz de Solon mientras los otros tres derrotan al ejército. Oriel es contaminado por la voz y muere mientras Tiamat emerge de su cuerpo. Los cuatro guerreros se unen a Solon, que ahora tiene poderes sagrados, para luchar contra Tiamat. Reparto: Noah Manzoor como Solon, Madeleine Knight como Mora, Laura Wohlwend como Tally, Delroy Atkinson como Luzum, Umulisa Gahiga como Ahokal, Paul Ridley como Oriel, Rita Estevanovich y Tracy Wiles como Tiamat |              |                                                 |                                                           |                                                                  |                                    |                               |
| 2 | 2            | «Sifu: It Takes a Life»                         | László Ruska                                              | Historia: Rich Larson Guion: Rich Larson                         | Digic Pictures (de Hungría)        | 10 de diciembre de 2024       |
| Un joven, MC, habla con un vendedor ambulante antes de ver a Sean entrar en el Club, una de las personas que mataron a su padre y lo mataron a él. El personaje principal ingresa al Club en busca de Sean y se abre camino a través de muchos matones. Algunos de ellos logran matarlo, sin embargo, el personaje principal tiene la capacidad de volver a la vida a costa de su edad. Para cuando llega a Sean para cumplir su venganza, ha envejecido más allá del reconocimiento de Sean. El personaje principal regresa al vendedor ambulante, presumiblemente después de matar a Sean después de múltiples intentos, como lo muestra su apariencia anciana. El vendedor inicialmente piensa que es el abuelo del personaje principal antes de darse cuenta de que en realidad es él. Reparto: Parry Shen como MC (joven), Ping Wu como MC (viejo), Lydia Look como Li, Nelson Lee como Sean, Feodor Chin como Thug, Rae Lim como MC (niño). |              |                                                 |                                                           |                                                                  |                                    |                               |
| 3 | 3            | «New World: The Once and Future King"»          | Maxime Luère, Léon Bérelle, Dominique Boidin, Rémi Kozyra | Guion: J. T. Petty y Philip Gelatt                               | Unit Image (de Francia)            | 10 de diciembre de 2024       |
| El rey Aelstrom y su ejército navegan hacia la isla de Aeternum para conquistarla, pero su barco es destruido en una tormenta y no quedan supervivientes excepto Aelstrom y su consejero Scaevola, un amputado al que le falta un brazo. Se dan cuenta de que no pueden abandonar la isla ni morir. Aelstrom desafía al gobernante de la isla, el rey Zima, varias veces por el trono, perdiendo todas las veces. Cuando Scaevola admite que Aelstrom era un rey terrible, Aelstrom lo abandona y, tras obtener una armadura y armamento mágicos, desafía a Zima de nuevo, solo para ser derrotado. Aburrido de los esfuerzos de Aelstrom por derrocarlo, Zima simplemente le entrega su corona. Aelstrom huye para ponérsela, solo para darse cuenta de que está solo. Busca la ayuda de un comerciante local para aprender herrería. Después de que pasa el tiempo, Aelstrom se reconcilia con Scaevola y le regala un brazo protésico hecho con la corona. Reparto: Arnold Schwarzenegger como Rey Aelstrom, Steven Pacey como Scaevola, Gabriel Luna como Rey Zima, Arazou como Urda, Dana Haqjoo como Ayudante de Zima, Carlo Rota as Hechicero. |              |                                                 |                                                           |                                                                  |                                    |                               |
| 4 | 4            | «Unreal Tournament: Xan»                        | Franck Balson                                             | Justin Rhodes                                                    | Blur Studio (de Estados Unidos)    | 10 de diciembre de 2024       |
| Un robot minero toma consciencia y se da cuenta de que sus amos humanos abusan de los robots y los consideran prescindibles. Furioso, el robot toma el control de los otros robots y mata a sus amos humanos. Todos los robots mineros son arrestados y obligados a competir en un combate de gladiadores público como un mensaje contra la rebelión. Al observar las peleas, el robot consciente aprende tácticas de lucha y gana su propia pelea. El episodio continúa con el robot juntando una serie de victorias, ganando el nombre de XAN y la aprobación de las masas. En un esfuerzo por aprender por qué todos los luchadores están perdiendo contra un robot minero, la Maestra de Juego hace que uno de sus técnicos estudie a uno de los robots mientras envía a su Capitán Necris y sus soldados a luchar personalmente contra XAN. Al darse cuenta de este plan, XAN carga su consciencia en el robot que está siendo estudiado por el técnico, ganando el control del estadio en sí y derrotando al Capitán. La Maestra de Juego ingresa al estadio con sus guardias para supervisar personalmente la ejecución de XAN, solo para que XAN use su control para matar a los guardias y comenzar una rebelión con el apoyo de la audiencia. Reparto: Elodie Yung como La Maestra de Juego, Gideon Emery como Capitán Necris, Mitch Eakins como Dean, Chris Payne Gilbert como Parker, Carlin James como Técnico Liandri, Fred Tatasciore como Anunciador de Arena. |              |                                                 |                                                           |                                                                  |                                    |                               |
| 5 | 5            | «Warhammer 40.000: And They Shall Know No Fear» | Dave Wilson                                               | J. T. Petty and Justin Rhodes                                    | Blur Studio (de Estados Unidos)    | 10 de diciembre de 2024       |
| El sargento Metaurus reconoce haber recibido instrucciones sobre una misión para destruir una reliquia antes de ponerse su servoarmadura, y reflexiona sobre el hecho de que había reclutado a un joven que no conocía el miedo, en lugar de necesitar que se lo enseñaran para convertirse en un Marine Espacial. Él y su escuadrón, que incluye al teniente Titus, descienden a un planeta, arrastrando un sarcófago de piedra. Luchan contra los cultistas del Caos y finalmente llegan a la reliquia, una estatua. Allí, el sarcófago se abre, revelando a un psíquico, que proporciona al equipo un campo de fuerza psíquica. Un poderoso hechicero del Caos flanquea a los marines y mata al psíquico. El hechicero congela el tiempo y ataca psíquicamente a cada marine aprovechándose de sus miedos más profundos. Alcanza a Metaurus, que ve a Titus corrompiéndose y convirtiéndose en un Marine del Caos, y cae. Titus resiste el ataque del hechicero y lo mata. Titus se pone en contacto con la nave espacial de los marines y solicita un ataque orbital contra la reliquia. Metaurus se resigna a morir, pero Titus no está de acuerdo, lo saca a rastras y se da vuelta para enfrentarse a una horda que se acerca. Reparto: Adewale Akinnuoye-Agbaje como Sargento Bladeguard Metaurus, Clive Standen como Teniente Titus, Ben Plessala como Joven Titus, Mark Sheppard como Astropath y Ultramarines Orbital Command, Alexa Kahn como Hechicera de Tzeentch. |              |                                                 |                                                           |                                                                  |                                    |                               |
| 6 | 6            | «PAC-MAN: Circle»                               | Víctor Maldonado & Alfredo Torres                         | Guion: J. T. Petty                                               | Illusorium (de España)             | 10 de diciembre de 2024       |
| Una criatura humanoide sin recuerdos despierta en un complejo subterráneo. Es recibido por una esfera amarilla flotante, Puck, quien le dice que él es el "Elegido" que escapará del "laberinto": un mundo alienígena de flora y fauna peligrosas y fantasmas hambrientos. A instancias de Puck, toma una espada y "practica" para su asumir su rol, matando y devorando otras formas de vida. Cuando el espadachín no logra derrotar al último guardián en la salida, Puck se lo "come", obteniendo el poder para derrotar al guardián. Al darse cuenta de que Puck es el que está atrapado y necesita su cuerpo para escapar, el espadachín arranca a Puck de su interior y muere. Puck regresa al complejo subterráneo y despierta a un nuevo "Elegido". Reparto: Emily Swallow como Puck, Aleks Le como Espadachín ("El Elegido") |              |                                                 |                                                           |                                                                  |                                    |                               |
| 7 | 7            | «Crossfire: Good Conflict»                      | Damian Nenow                                              | Historia: Russ Linton Guion: Philip Gelatt                       | Platige Image (de Polonia)         | 10 de diciembre de 2024       |
| Dos grupos de soldados armados se esconden en una ciudad abandonada. Un grupo protege a un civil, esposado a un maletín y pidiendo continuamente que se asegure su protección, y el otro grupo busca el maletín. La tormenta hace volar las lonas que cubren el edificio, revelando a los mercenarios, mientras que las otras fuerzas están listas para interceptarlos. Los mercenarios se dividen en autos, mientras que Global Risk los persigue en vehículos blindados. Su francotirador puede identificar el maletín con visión térmica y acorrala a los mercenarios debajo de un paso elevado. Se produce un tiroteo y los mercenarios logran huir con el uso de fósforo blanco para ocultar sus firmas de calor. Se revela que el maletín en el vehículo es un maniquí, mientras que el maletín real está en otro vehículo. Al deducir su ruta de escape más probable, Global Risk puede perseguirlos, lo que finalmente los lleva a un puerto marítimo, donde uno de los mercenarios es asesinado a tiros. El hombre esposado al maletín huye, mientras que un mercenario va a vengarse. Finalmente, un mercenario encuentra al hombre y se enfrenta a un agente de Global Risk, pero termina entregando el maletín y reiterando que ellos no son los malos. Los dos mercenarios restantes dejan al hombre en la frontera a pesar de sus protestas y los agentes de Global Risk regresan a su base de operaciones, maletín en mano. Reparto: Ricky Whittle como Cross, Claudia Doumit como Layla, Samuel Roukin como Fitz, Matt Peters como Mahler, Jessica Camacho como Cabrera, Jake Matthews como Mason, Aidan Bristow como Jeffrey, Alex Jai como Conductor Mercenario sin afiliación y Operador de Global Risk Piotr Michael como Francotirador de Global Risk. |              |                                                 |                                                           |                                                                  |                                    |                               |
| 8 | 8            | «Armored Core: Asset Management»                | Dave Wilson                                               | Historia: Peter Watts Guion: J. T. Petty                         | Digic Pictures (de Hungría)        | 10 de diciembre de 2024       |
| Un piloto mejorado de Armored Core está bebiendo en un bar. Se comunica con una mejora de IA implantado en su cerebro, que le dice que necesita a alguien con quien hablar, antes de alertarlo sobre un trabajo entrante. Se viste con un gran traje mecánico y se enfrenta a otros dos pilotos de AC. Él y la IA discuten sobre la notable sincronización de los otros pilotos mientras desactiva ambos mechas antes de continuar hacia el objetivo. Se enfrenta a tres pilotos más, que también son increíblemente hábiles; desactiva el mecha pesado con un ataque sorpresa y apenas destruye a los otros al derrumbar un túnel. El piloto llega a su objetivo, pero se sorprende al encontrar un laboratorio similar al que lo mejoró. La IA se da cuenta de que el objetivo eran los otros pilotos, que están mejorados como el piloto a pesar de que se suponía que la tecnología se había perdido, y cree que los otros pilotos no estaban tratando de matarlos. El piloto enemigo final pide ayuda, pero el piloto le aplasta el cráneo con su mecha, insistiendo en que "nadie es como yo". Reparto: Keanu Reeves como El Piloto, Erin Yvette como La Voz, Temuera Morrison como Viejo Salt, Patrick Schwarzenegger como El Niño, Steve Blum como Despachador y Mecánico |              |                                                 |                                                           |                                                                  |                                    |                               |
| 9 | 9            | «The Outer Worlds: The Company We Keep»         | Bengt-Anton Runsten                                       | Historia: Siobhan Carroll Guion: Heather Anne Campbell           | Goodbye Kansas Studios (de Suecia) | 17 de diciembre de 2024       |
| Amos es un huérfano que trabaja en un planeta apartado, clasificando basura. Un día, se encuentra con un hombre que está colocando carteles y le pide que se los lea. El cartel es para un trabajo como sujeto de prueba para Auntie Cleo, una megacorporación que produce productos farmacéuticos. Está ansioso por aceptar el trabajo, porque aparece la Dra. Felicity Karo, quien en el pasado, era otra huérfana de la que Amos estaba enamorado por ayudarlo y tenía un don para hacer medicamentos. Trabaja para pagar el "robo" del cartel debido a su incapacidad para mentir a pesar de que el empleado intenta darle la pista y luego se convierte en un sujeto de prueba, siendo sujeto de varios eventos que finalmente lo llevan a perder todas sus extremidades. Finalmente llega a conocer a Felicity, quien lo reprende, con la intención de convertirse en el nuevo jefe y rostro de la empresa y lo deja abatido. Desesperado, y una vez que las pruebas en sujetos vivos cesan a favor de lanzar productos no probados al público, intenta decirle al director de la empresa que Felicity está violando la política. Se encuentra con la directora de la empresa, que ya es Felicity. Ella parece estar llena de arrepentimiento y le pregunta si es una mala persona, y él le dice que no mientras ella roba la evidencia de Amos. Reparto: Brenock O'Connor como Amos, Raffey Cassidy como Felicity Karo, Fenella Woolgar como Doctor Langdon, Nicholas A. Newman como Consejero de Calle, Joanne Henry como Entrevistadora, Jamie Treacher como Presidente Courtright. |              |                                                 |                                                           |                                                                  |                                    |                               |
| 10 | 10           | «Mega Man: Start»                               | Alex Beaty                                                | Jeff Juhasz                                                      | Illusorium (de España)             | 17 de diciembre de 2024       |
| En Mega City, las creaciones robóticas del Dr. Light han sido reprogramadas por el Dr. Wily, enviando a los robots a destruir la ciudad en lugar de protegerla. Rock, una creación humanoide de Light, expresa su deseo de ayudar a luchar, pero el doctor se niega y se prepara para enviar a Bomb Man para derrotar a los demás. Cuando Bomb Man se inicia, uno de los drones de Wily lo secuestra, volviéndolo contra Light y Rock. Una explosión corta la mano izquierda de Rock, pero ve un bote de hielo y se lo adhiere. Congela el proyectil de Bomb Man en su mano, que explota y destruye al robot. Otro dron intenta infectar a Rock, pero Rock se resiste y logra destruirlo. Conmovido por sus genuinas intenciones e inocencia, Light acepta dejar que Rock luche, actualizándolo con una nueva armadura de combate antes de teletransportarlo a Mega City para detener a los robots arrasadores. Reparto: Alkaio Thiele como Rock, Rick Overton como Dr. Light, Bridget Oberlin como Presentador de noticias 1, Brad Abrell como Presentador de noticias 2 |              |                                                 |                                                           |                                                                  |                                    |                               |
| 11 | 11           | «Exodus: Odyssey»                               | Alex Beaty                                                | Tim Miller                                                       | Blur Studio (de Estados Unidos)    | 17 de diciembre de 2024       |
| Nik Hanson es un mecánico en el mundo helado recientemente colonizado de Lidon. Anhelando más, su hija Mari huye con Rafael para explorar la galaxia y buscar artefactos invaluables. Habiendo perdido a su esposa, Nik sigue desesperadamente pistas en su búsqueda y utiliza puertas de deformación que aceleran su nave a casi la velocidad de la luz. Debido a la dilatación del tiempo, su viaje de una década significa que han pasado varias décadas para Mari. Llega a un punto en el que Mari, Rafael y su tripulación robaron a un imperio alienígena llamado los Celestiales y estaban huyendo de ellos. Nik se convierte en un sirviente de los Celestiales, y en su búsqueda, Nick finalmente puede alcanzar a Mari, que ahora es mayor que él. Nick roba una nave y escapa de los Celestiales con Mari, quien le da un mapa para más artefactos antes de finalmente fallecer. Nik regresa a Lidon y devuelve un artefacto para hacer que el planeta sea más hospitalario para Kara Voss, nieta de Thadie, quien inicialmente le prestó a Nik los medios para perseguir a su hija. A pesar del valor del artefacto, Nik insiste en irse sin pagar y parte en busca de más artefactos en memoria de su hija. Reparto: Nikko Austin Smith como Mari Hanson, Michael Beach como Nik Hanson, Lily Cowles como Kara Voss, Christopher Sean como Rafael Sabatine, Courtenay Taylor como Thadie Voss, Paul Nakauchi como Luca Sabatine. |              |                                                 |                                                           |                                                                  |                                    |                               |
| 12 | 12           | «Spelunky: Tally»                               | Emily Dean                                                | Historia: Tamsyn Muir Guion: Tamsyn Muir                         | Illusorium (de España)             | 17 de diciembre de 2024       |
| Ana Spelunky es una joven aventurera que huye de una gran criatura parecida a un topo. Salta por un hueco que hay sobre un pozo de púas, pero por poco no llega a la otra cornisa y cae al vacío. Despierta en una caverna y es recibida por una aventurera mayor, Liz Mutton, que la consuela. Ana decide volver a correr, ignorando su muerte y resurrección con aplomo. Sin embargo, después de más muertes y resurrecciones, Ana acaba desanimada. Liz señala los registros que marcan sus propias innumerables muertes y reanimaciones, y señala que hay tanta belleza en cada "carrera" diferente, y los recuerdos que quedan, que inspiran a Ana a volver a correr. Reparto: Ariana Greenblatt como Ana Spelunky, Merle Dandridge como Liz Mutton. |              |                                                 |                                                           |                                                                  |                                    |                               |
| 13 | 13           | «Concord: Tale of the Implacable»               | Patrick Osborne                                           | Historia: Rachael K. Jones Guion: J. T. Petty y Christian Taylor | Axis Studios (de Escocia)          | 17 de diciembre de 2024       |
| Cassidy, una artillera y capitana, es capturada y atada para extraer un chip robado de su brazo. La enfermera suplica por su liberación, pero el oficial se niega. Sin embargo, la tripulación distrae a los guardias, lo que permite que Kai dispare una cuerda a la sala de operaciones, lo que permite el escape de Cassidy. Se produce un tiroteo y el oficial corta la cuerda, matando a Cassidy. La tripulación escapa con el nuevo piloto, discutiendo sobre el robo fallido. Cassidy revela su supervivencia y huyen a la Tempestad, extrayendo el mapa de todos los carriles estelares por valor de mil millones de créditos. Atrapados por las naves del Gremio, su piloto los traiciona. Kai engaña al piloto, abre la esclusa de aire mientras todos están atados y transmiten el mapa a todos los piratas, escapando en su nave dañada. El narrador sugiere que su supervivencia es incierta, pero escaparon del robo. Reparto: Leah Harvey como Cassidy Taimak, Arthur Lee como Kai, Max Rinehart como Julius, Dimitri Abold como Rade, Rachel Handshaw como Sladie, Laura Bailey como Smokes, Louis Martin como Oficial Callosian, Derek Phillips como Lennox, Kerry Gutierrez como Spitz, Darin De Paul como barman/narrador, Clay Savage como oficial de seguridad 1, William Calvert como oficial de seguridad 2 |              |                                                 |                                                           |                                                                  |                                    |                               |
| 14 | 14           | «Honor of Kings: The Way of All Things»         | Csaba Vicze                                               | Historia: S. L. Huang Guion: J. T. Petty                         | Digic Pictures (de Hungría)        | 17 de diciembre de 2024       |
| Yi Xing, un joven huérfano, busca desafiar a Tiangong, una supercomputadora que controla su ciudad, por su poder y responsabilidad. Impulsado por el odio por el papel de Tiangong en la muerte de sus padres, llega a la decadencia de la ciudad. Un mendigo loco le advierte de la derrota, pero Yi Xing se mantiene firme. Tiangong lo desafía a un juego de weiqi/go, afirmando su naturaleza determinista y su conocimiento del futuro. Yi Xing se niega, argumentando en contra de su lógica. Tiangong se compara con el alunizaje y la marea, explicando sus acciones para salvar a la población. Yi Xing ve un atisbo de la muerte de sus padres, pero no reacciona. Finalmente lo acepta, al darse cuenta de que se sacrificaron mientras Tiangong manipulaba el terreno. Resuelto a sacrificarse también, espera las consecuencias del juego en la ciudad. Tiangong, finalmente disgustado, acepta y revela el impacto del juego. Yi Xing sale del palacio, transformado con líneas azules brillantes y poderes de control de la ciudad. Tiangong sale de su palacio, sugiriendo que predijo el futuro y repite la frase "Estás aquí para desafiar a Tiangong". Reparto: Aleks Le como Yi Xing, Nelson Lee como Tiangong, Victor Chao como Mendigo Loco, Joy Osmanski como Madre de Yi Xing Lee Shorten como Padre de Yi Xing. |              |                                                 |                                                           |                                                                  |                                    |                               |
| 15 | 15           | «Playtime: Fulfillment»                         | Istvan Zorkoczy                                           | Historia: Rich Larson Guion: J. T. Petty                         | Digic Pictures (de Hungría)        | 17 de diciembre de 2024       |
| O es una ciclista de reparto que se abre paso peligrosamente entre el tráfico para cumplir con su plazo de entrega. Las gafas que lleva superponen la puntuación, la ruta y su cronómetro, mostrando un mundo muy inmerso en los videojuegos. Hace la entrega justo a tiempo, solo para ser recompensada con una piel virtual para su bicicleta de un simple color naranja quemado, a pesar de que la bicicleta ya es naranja. Buddibot, su mascota y asistente flotante, intenta convencerla del valor de la piel. Aparece un misterioso extraño y le da un paquete con una dirección escrita a mano. Buddibot le advierte que no lo coja, pero lo hace, revelando una pequeña criatura azul brillante parecida a una estrella de mar a la que se hace referencia como Conducto. A pesar de la protesta de Buddibot, no puede liberarse del Conducto y verifica que es real mirando por debajo de sus gafas. Los Helldivers aparecen en la calle frente a ella, exigiéndole que entregue el Conducto, pero ella huye. El Conducto transforma su bicicleta en una elegante motocicleta que recuerda a una Playstation, hasta que es interceptada por un Coloso y Kratos. El Conducto transforma su motocicleta en un vehículo volador, y Buddibot, que quedó atrás después de ser atropellado por el tráfico, se transforma y convoca a los otros omnipresentes buddibots para que la maten por incumplimiento de contrato. Llega a la dirección, que se muestra como la casa de su infancia y sale, el mundo ahora está poblado por propiedades de Playstation, incluidas Journey y Little Big Planet. Se muestra que el extraño es su amigo Johnny, y O acepta volver a jugar con él, la motocicleta reaparece y Johnny se transforma nuevamente en el Coloso. Reparto: Heaven Hart como O, Kevin Hart como Buddibot, Jonny Cruz como Johnny, Christopher Judge como Kratos, Andrew Morgado como Helldiver, Fred Tatasciore como Helldiver, Mara Junot como Helldiver |              |                                                 |                                                           |                                                                  |                                    |                               |

## Producción
Secret Level fue creada por el director Tim Miller, el cual también es productor ejecutivo de su estudio de animación Blur Studio. Blur Studio asume la producción de la serie en conjunto con Amazon MGM Studios. Dave Wilson funge como productor ejecutivo y director de animación. La serie fue ordenada para su realización por Amazon Prime Video el 14 de agosto de 2024.
Después de la producción pero justo antes del lanzamiento, el videojuego Concord fue lanzado al mercado, sin embargo tras dos semanas de ventas este tuvo que ser retirado por Sony debido a los pocos ingresos que generó además de la baja afluencia de parte de los jugadores. Miller declaró que nunca consideraron retirar el episodio relacionado con Concord, en parte para respetar el trabajo que ya se había realizado y también para no interrumpir el lanzamiento de los demás episodios pendientes.
El 17 de diciembre de 2024, la serie fue renovada para una segunda temporada.

## Promoción
La serie fue anunciada durante la Gamescom realizada el 20 de agosto de 2024. Un avance fue lanzado durante el evento mostrando segmentos de cada uno de los episodios.
El piloto que aparece en el episodio relacionado con Armored Core fue objeto de atención por parte de los medios y también de varias especulaciones con respecto al parecido que tiene con el actor Keanu Reeves. Aunque Prime Video se negó a revelar información acerca del reparto al momento del anuncio, ComicBook.com reportó un influjo de "casi nada mas que respuestas acerca de Reeves y su potencial aparición en [la serie]" debajo de una publicación hecha por la cuenta de red social oficial de Armored Core. Wesley Yin-Poole de IGN dijo que de no ser realmente Reeves, el actor podría reclamar un pago de regalías debido al parecido del personaje con su figura. Ali Jones de GamesRadar+ remarcó que a pesar de que la toma pudo haber sido "simplemente un hombre de etnia ambigua con vello facial similar", ellos notaron el parecido, y dudaron de que Armored Core hubiera puesto la imagen de manera tan prominente en sus redes sociales si fuera un "algún actor aleatorio" en vez de Keanu Reeves.
En octubre de 2024, la aparición de Reeves fue anunciada oficialmente junto a la de otros actores como Arnold Schwarzenegger, Patrick Schwarzenegger, Kevin Hart, Heaven Hart, Gabriel Luna, Ariana Greenblatt, Adewale Akinnuoye-Agbaje, Michael Beach, Emily Swallow, y Claudia Doumit.
Un videojuego que continua la historia del episodio relacionado con Pac-man, titulado Shadow Labyrinth, fue promocionado para su estreno en 2025.

## Estreno
La serie estrenó su primera parte a nivel mundial el 10 de diciembre de 2024. La segunda parte fue estrenada el 17 de diciembre de 2024.

## Recepción
En el sitio web de reseñas y críticas Rotten Tomatoes, Secret Level tiene un porcentaje de aprobación del 69% basado en dieciséis reseñas, con una calificación estimada de 6.1/10. El consenso de críticos del sitio web dice que: "La mezcla de cortos de videojuegos en Secret Level no puede evitar sentirse como un video promocional glorificado, pero estas viñetas tienen un gran impacto en pequeñas dosis". Metacritic, el cual usa un promedio estimado de reseñas, le asignó una puntuación de 53 sobre 100 basado en nueve críticas, indicando una opinión "mixta o promedio" de todas las reseñas. Steven Nguyen Scaife de IGN dijo que la serie: "lucha por encontrar historias satisfactorias para una antología de formato corto" en una reseña de 5/10 en la cual se sintió insatisfecho por la selección del material fuente. Aramide Tinubu de la revista Variety escribió que: "la serie actúa como un resumen pobremente escrito con IA acerca de historias masivas".